# Villeneuve-sur-Conie
Villeneuve-sur-Conie is een gemeente in het Franse departement Loiret (regio Centre-Val de Loire) en telt 211 inwoners (2005). De plaats maakt deel uit van het arrondissement Orléans.

## Geografie
De oppervlakte van Villeneuve-sur-Conie bedraagt 18,7 km², de bevolkingsdichtheid is 11,3 inwoners per km².
De onderstaande kaart toont de ligging van Villeneuve-sur-Conie met de belangrijkste infrastructuur en aangrenzende gemeenten.

## Demografie
Onderstaande figuur toont het verloop van het inwonertal (bron: INSEE-tellingen).